# فاضل فراتی

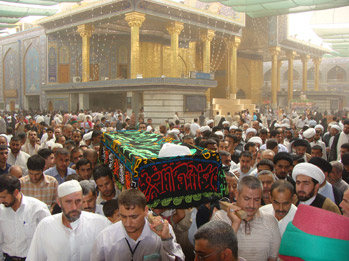
تصویری از مراسم تشییع جنازه شیخ فاضل فراتی

فاضل فراتی(درگذشته ۱۴ مرداد ۱۳۸۹) روحانی شیعه اهل عراق و رهبر «سازمان محمد الامین» است.

## تالیفات
- البخاری مؤلف کتاب آیات شیطانیة [۱]
- من سیرة المعصومین